# Acomys mullah
Acomys mullah is een knaagdier uit het geslacht der stekelmuizen (Acomys) dat voorkomt in Ethiopië en Somalië. Deze soort behoort tot het ondergeslacht Acomys en wordt gekenmerkt door grote kiezen. De naam lowei Setzer, 1956, die tegenwoordig in A. cineraceus wordt geplaatst, is ook wel met A. mullah geassocieerd. Er bestaat een synoniem, brockmani Dollman, 1911; onder die naam heeft A. mullah ook wel bekendgestaan. Net als veel andere soorten van Acomys is A. mullah in sommige indelingen in de Egyptische stekelmuis (A. cahirinus) geplaatst. De soort is mogelijk verwant aan A. johannis, een West-Afrikaanse soort.